# Fischnase

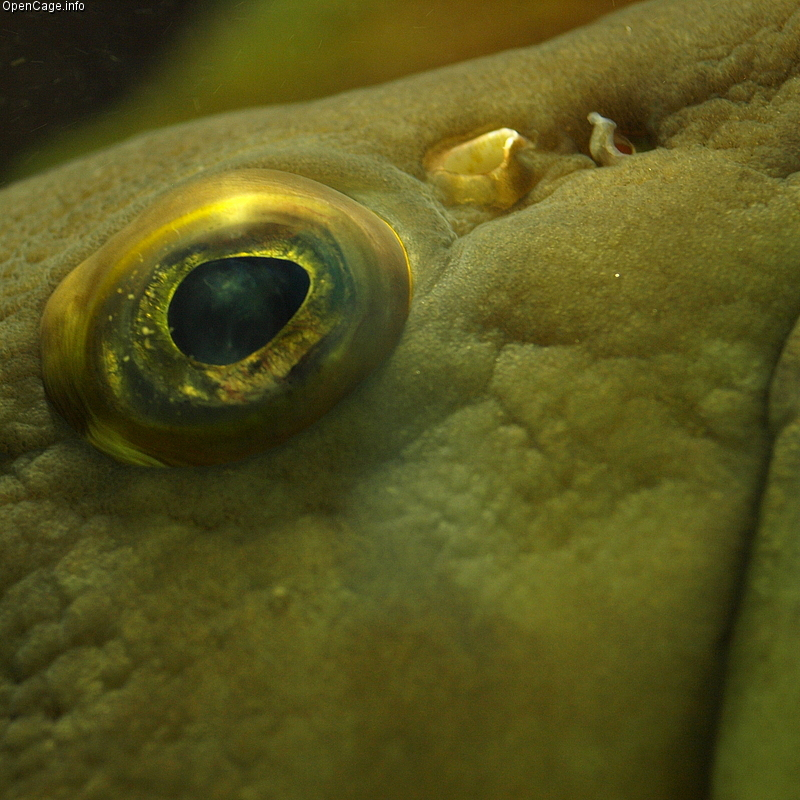
Die meisten Fische, wie dieser Zackenbarsch (Epinephelus bruneus) besitzen zwei Nasenöffnungen auf jeder Kopfseite.

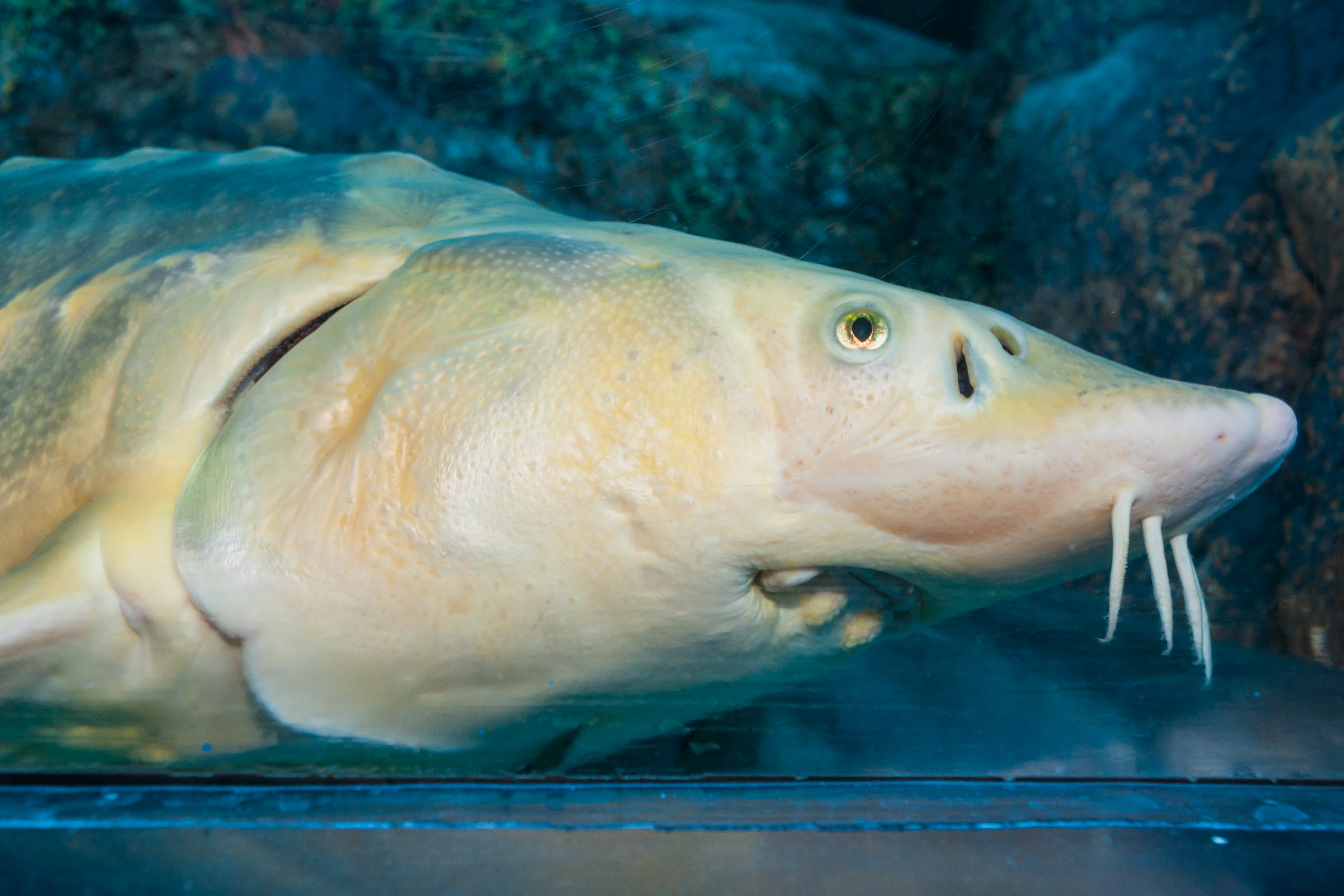
Die großen Nasenlöcher eines Störs (Acipenser sinensis)

Die Nase (von lat. nasus) oder Riechgrube der Fische  ist anatomisch das Organ von Knorpelfischen und Knochenfischen, das im Regelfall vier äußere Nasenöffnungen sowie die beiden Nasenhöhlen umfasst. Diese Struktur bildet den Sitz eines chemischen Sinnesorgans, das auch bei den Fischen als Geruchssinn bezeichnet wird. Bei keinem der heute lebenden Fische wird die Nase zur Atmung benutzt. Dazu fehlt bei den meisten Fischarten die Verbindung zwischen Nase und Mund- bzw. Rachenraum. Auch bei den Lungenfischen, bei denen eine solche Verbindung besteht, wurde kein Atemstrom über die Nase beobachtet, weder bei der Atmung im Wasser, noch bei der Luftatmung. Die Atmung über die Nase hat sich erst bei den Amphibien entwickelt. Die kieferlosen Neunaugen und Schleimaale haben nur ein Nasenloch, das in eine paarig angelegte, aber verbundene Nasenhöhle führt.

## Allgemeines
Der Geruchssinn der Fische ist ein chemischer Sinn, der auf die im Wasser gelösten Stoffe anspricht. Neben dem in der Nase gelegenen Geruchsorgan gibt es bei den Fischen noch weitere chemische Sinnesorgane, nämlich die Geschmacksknospen im Mund bzw. auf den in der Nähe gelegenen Strukturen wie Barteln und auf der Haut und den allgemeinen chemischen Hautsinn, bestehend aus einzelligen Sinnesorganen (solitory chemosensory cells) und freien Nervenendigungen, die vorwiegend das Wittern von Angreifern oder Artgenossen ermöglichen. Die Unterschiedlichkeit und genaue Funktion dieser verschiedenen Sinne ist noch ungenügend erforscht.
Der Geruchssinn als chemischer Fernsinn ist für viele Fische zur Wahrnehmung von Nahrungsquellen oder Feinden wichtiger als der Sehsinn. Die Lichtintensität nimmt im Wasser mit zunehmender Tiefe rasch ab, in geringerer Tiefe können Trübungen durch aufgewirbelte Sedimente die Sicht behindern.
Der gute Geruchssinn des Haies erlaubt ihm zusammen mit Schallwellen seine Beute aufzuspüren. Da der Schall in seiner spezifischen Zusammensetzung eine geringe Reichweite hat, wird dem Geruchssinn auch bei der Ansiedlung von Fischen im Korallenriff eine wichtige Rolle zugeschrieben. Obwohl die Fischlarven von der Strömung und den Gezeiten abgedriftet werden, kehrt doch ein großer Teil wieder zum heimatlichen Riff, ja sogar zur Population, der er entstammt, zurück.

## Anatomie
Das Nasenorgan ist bei den meisten Strahlenflossern (Actinopterygii) typisch entwickelt, die anderen Fischgruppen weichen wenig ab. Die Riechmembran bildet ventral in jedem Nasensack eine länglich-runde Falten-Rosette um eine längslaufende Mittel-Raphe. Nur bei Lepisosteus aus der Familie der Knochenhechte fehlt die mediale Hälfte der Rosette. Die Falten nehmen an Zahl im Laufe des Lebens zu. Bei Mikrosmaten, das sind Wirbeltiere mit relativ wenigen Geruchsrezeptoren, bei denen die Geruchswahrnehmung eine geringe Rolle spielt, z. B. dem Hecht sind nur wenige Riechfalten ausgebildet. Bei wenigen Teleostei wie Belone und Syngnathus fehlen sie ganz. Auf jeder Falte (plica) stehen z. B. bei Lachsen, Dorschen und Barschen zusätzliche Lamellen, die das Riechepithel vergrößern, oft fehlen diese aber. Beim Kahlhecht (Amia calva), der mit über 100 Falten nicht zu den  Mikrosmaten zählt, fehlen diese Lamellen, ebenso bei den mit Amia nicht näher verwandten Frauenfischen (Gattung Elops) und Mondaugen (Gattung Hiodon).
Unter einer Plakode versteht man die embryonale Anlage eines Sinnes-Epithels, das sich bald verdickt und vor- oder einwölbt. Die embryonalen Riech-Plakoden sind bei den Kiefermäulern, zu denen alle Wirbeltiere mit Ausnahme der Neunaugen und Schleimaale zählen, immer paarig angelegt. Dieses Merkmal hat auch zur Bezeichnung Diplorhina oder Amphirhina für die Kiefermäuler geführt und zu der Ansicht beigetragen, dass sich die Kiefer nur im Anschluss an die beiden Nasenorgane bilden können. Die Monorhina, also die Kieferlosen, haben nur ein Nasenloch.
Bei den Actinopterygii wandern die Nasenanlagen bald auf die Oberseite der Schnauze, bei den Dipnoi bleiben sie hingegen ventral, wie bei den Haien und Rochen. Sie senken sich dann in je eine Schädelgrube ein und es entstehen die Nasenkapseln. Ein Hautlappen wächst mediad drüber – auf diese Weise entstehen beiderseits zwei Nasenlöcher, auch Narinen genannt (von lat. naris „Nasenloch“). Die größten haben wahrscheinlich die Störe (Acipenser), mit 20–30 Falten. Beim Atlantischen Stör (Acipenser oxyrinchus) haben Chen und Arratia 1994 sogar tertiäre Lamellen festgestellt.
Zumindest bei Fischen wird diese Paarigkeit der Geruchsorgane auch oft funktionell gedeutet. Mit den beiden Geruchsorganen könnte die Richtung eines Duftstroms wahrgenommen werden, sicher nachgewiesen ist das aber nicht. Für Haie ist es beispielsweise möglich, durch die Wahrnehmung der Strömungsverhältnisse mit Hilfe des Seitenlinienorgans festzustellen, aus welcher Richtung ein chemischer Reiz gekommen ist. Nur bei den Hammerhaien, bei denen die Nasenöffnungen auf der hammerförmigen Verbreiterung des Kopfes, dem Cephalofoil sitzen, ist der Abstand genügend groß, um einen Gradienten in der Konzentration chemischer Duftstoffe zwischen links und rechts wahrnehmen zu können. In Versuchen wurde eine entsprechende Reaktion nachgewiesen. Hammerhaie besitzen kurze, lappige Nasenklappen, der Abstand zwischen den Nasenlöchern an der Vorderkante des Cephalofoils entspricht dem 7- bis 14-fachen Nasenlochdurchmesser.

## Besonderheiten

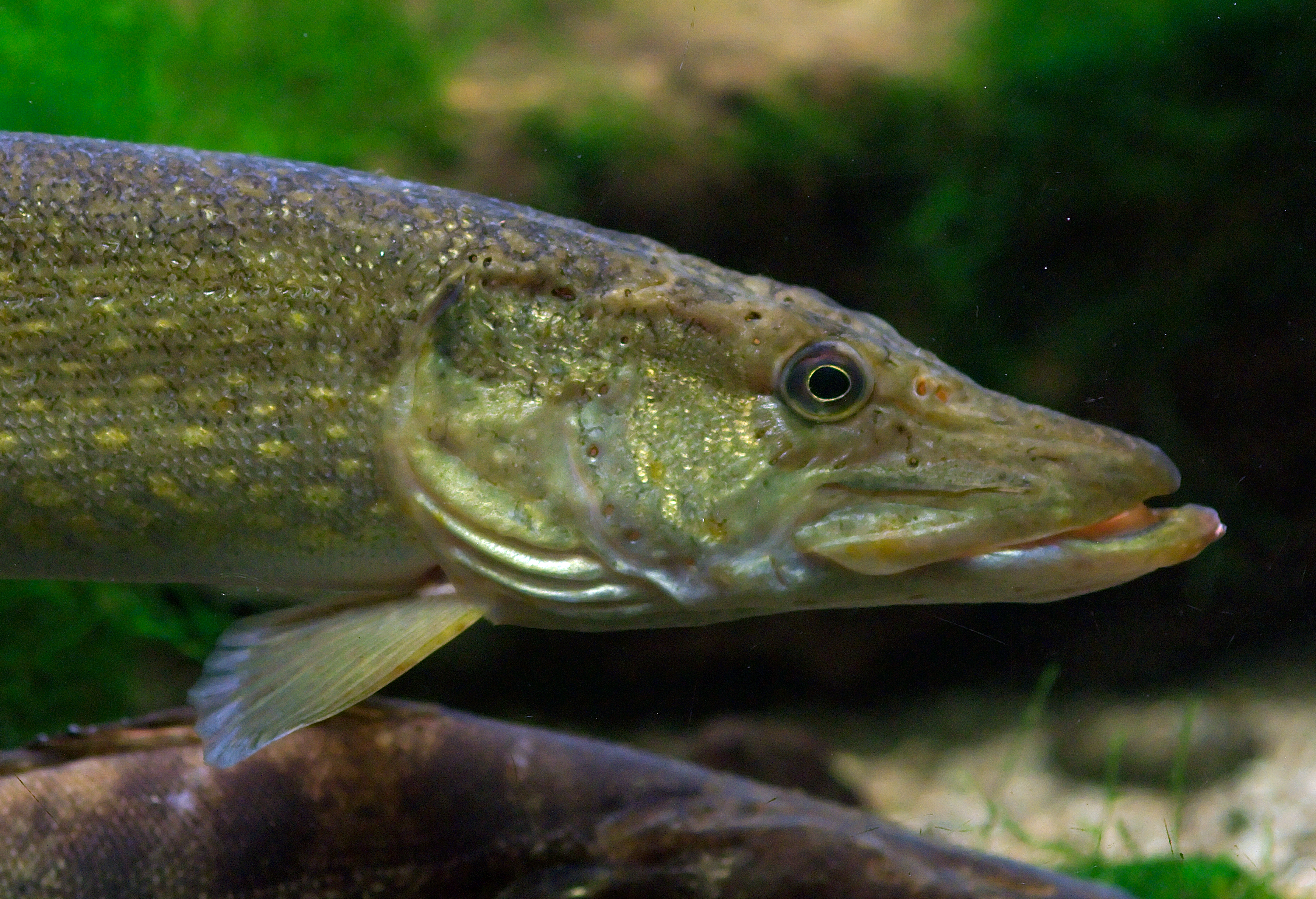
Zwei Paar Nasenlöcher (Narinen), mit niedrigem Segel dazwischen, beim Hecht.

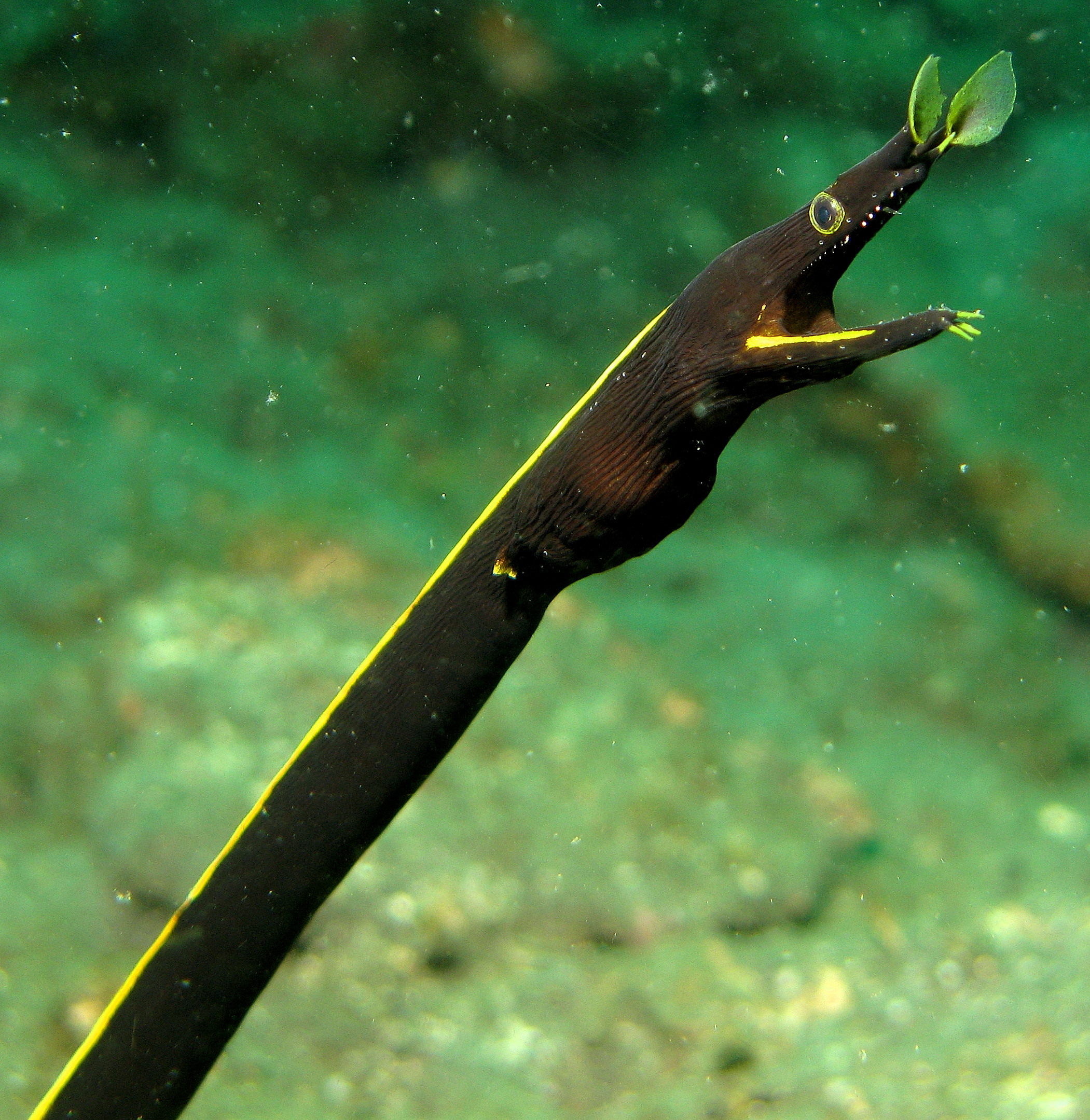
Rhinomuraena-Männchen mit trichterförmigen vorderen Narinen. Die Weibchen haben ähnliche Trichter.

Bei den meisten Fischen helfen weitere Einrichtungen, das Medium über das olfaktorische Epithel zu bewegen: Cilien-Schlag (z. B. bei den Aalen), die Schwimmbewegung des Tieres selbst, die Verstärkung der Strömung durch ein querstehendes Hautsegel außen zwischen vorderer und hinterer Narine (bei vielen Karpfenartigen u. a.), oder Pumpbewegungen durch Muskelbewegungen an benachbarten Knochen. Diese Einrichtungen findet man bei vielen Acanthopterygii, sie fehlen aber noch völlig bei den Osteoglossiformes. Etliche Teleostei wie Gasterosteidae, Hexagrammidae, Cichlidae, Anarhichadidae, Zoarcidae haben nur je ein Nasenloch. Jeder Nasensack bildet bei vielen Percoidei zwei zarthäutige Blindschläuche aus, einen unter dem Nasale, er reicht bis hinter den Rostralknorpel, und einen medial vom Lacrimale. Bei vielen Paracanthopterygii u. a. findet sich nur je einer. Selten, vorwiegend bei benthischen Fischen, sind aber auch drei oder vier vorhanden. Sie sind schwer zu präparieren und praktisch nur mittels Injektion sichtbar zu machen. In Funktion gesetzt werden sie durch Bewegungen des Maxillarapparats oder, bei dessen Fehlen, über das Lacrimale u. a., also mittelbar durch den Kaumuskel oder sogar eigene Abgliederungen von diesem wie bei Amia – d. h. schon bei etwas stärkeren Atembewegungen. Cilien sind oft daneben noch tätig. Möglicherweise dient so dem „Riechen“ auch das häufige „Gähnen“. Meist sind Schleimhautklappen als Ventile für die akzessorischen Nasensäcke festzustellen.
Die hintere der zwei Narinen ist meist weiter, um den Durchstrom möglichst wenig zu hemmen. Die vorderen Nasenöffnungen können auf Röhrchen („Tentakel“) liegen, um Wasser aus der Nähe des Mundes aufzunehmen z. B. bei Polypterus, Amia, Notopterus, Anguilla, Muraena, Mastacembelus, Tetraodon. Bei Rhinomuraena gibt es einen großen, trichterförmigen Hautlappen an jedem der beiden vorderen Nasenlöchern. Die hinteren Nasenöffnungen können bis an den Rand der Augen verschoben sein und schlitzförmig angelegt sein z. B. bei Anguilla, ähnlich bei Pollimyrus. Die Schlitze könnten eine Ventilfunktion habe, allerdings gibt es keine entsprechende  Funktion bei den vorderen Nasenlöchern vgl. Mastacembelidae oder sogar, bei Stomatorhinus, zum Mundwinkel hin.

## Atmung
Obgleich es nahe zu liegen scheint, den Atemwasserstrom auch für die chemische Wahrnehmung zu nutzen, wie das bei den landlebenden Wirbeltieren mit der Luft geschieht, besteht eine Verbindung zwischen Nasenorgan und Mundhöhle nur selten und sekundär (Argument gegen Bjerring 1968, der sogar die Nase von einem Paar Kiemenspalten ableiten wollte): bei Haien und Rochen (Nasolabial-Falten zum Mund), bei Seekatzen und Lungenfischen (hintere Narine im Mund, aber keine Choane, denn diese ist keiner Narine homolog), und bei einigen Teleostei wie Schlangenaalen (Ophichthidae) und Himmelsguckern (Gattung Astroscopus). Die hintere Narine öffnet sich bei diesen Fischen medial des Praemaxillare in die Mundhöhle. Sie leben vorwiegend eingegraben, z. B. Astroscopus guttatus sowie Gymnodraco und Psilodraco (siehe M. Jakubowski 1976). Ob hier „echte Choanen“ vorliegen, hängt davon ab, ob man diese aus der sekundären Einmündung akzessorischer Nasensäcke in die Mundhöhle ableiten und definieren will.
Die einzigartige Verbindung der (hier „unpaaren“) Nase mit dem in den Schlund mündenden Hypophysengang, bei den Hyperotreti (Myxini) ist morphologisch und funktionell noch nicht geklärt. Physiologisch sind die Schleimaale jedenfalls Makrosmaten, zumal sie blind und auf die chemische Wahrnehmung angewiesen sind. Die zuletzt genannten sieben Taxa wären also unter den „Fischen“ die einzigen, die durch die Nase atmen können, um auch Witterung aufzunehmen.

## Magnetorezeptoren
In der Nasenschleimhaut von einigen Fischarten, die sich offenbar im Magnetfeld der Erde orientieren können, wurden einzellige Magnetorezeptoren gefunden (z. B. Oncorhynchus mit Magnetit-Körnchen; Walker  u. a. 1997). Gerade diese Lachse wie auch Salmo salar sind berühmt für ihr im Meer weitreichendes Heimfindeverhalten, das in Küstennähe aber jedenfalls auf Olfaktion (Geruchssinn) „umschaltet“.